# مانشو مانوج
مانشو مانوج هو ممثل هندي، ولد في 20 مايو 1983 بحيدر آباد في الهند. من الجوائز التي نالها جوائز ناندي ‏.

## جوائز
- جوائز ناندي [الإنجليزية]‏

## وصلات خارجية
- مانشو مانوج على موقع IMDb (الإنجليزية)
- مانشو مانوج على موقع قاعدة بيانات الفيلم (الإنجليزية)